# نقد محايث
النقد المحايث هو طريقة لتحليل الثقافة تحدد التناقضات في قواعد وأنظمة المجتمع. والأهم من ذلك أنها تقارن بين المُثل التي صاغها المجتمع ضد التحقيق غير الكافي لتلك المُثل في مؤسسات المجتمع.
كطريقة لنقد الأيديولوجيا، يحلل النقد المحايث الأشكال الثقافية في الفلسفة والعلوم الاجتماعية والإنسانيات. يولي النقد المحايث اهتمامًا كبيرًا لمنطق ومعاني الأفكار الواردة في النص الثقافي. ويهدف كذلك إلى تأطير ليس فقط الهدف الثقافي المحدد لتحقيقه، ولكن أيضًا الأساس الأيديولوجي الأوسع لهذا النص: ويهدف إلى إظهار أن الأيديولوجية نتاج عملية تاريخية ولا تعكس الحقائق الخالدة.
تعود جذور النقد المحايث إلى جدلية جورج فيلهلم فريدريش هيغل وانتقادات كارل ماركس. اليوم، يرتبط ارتباطًا وثيقًا بالمنظرين النقديين مثل تيودور أدورنو بالإضافة إلى المنظرين الأدبيين مثل فريدريك جيمسون الذي استكشف في عمله التأسيسي اللاوعي السياسي فكرة التحليل المحايث للنصوص للدفاع عن أولوية التفسير السياسي. دافع روي بهاسكار عن ذلك باعتباره أحد العناصر المنهجية الرئيسية للواقعية النقدية.